# Petr Stach
Petr Stach (10. března 1949 – 8. srpna 2015) byl mistr ČSSR v kulturistice v letech 1974-1978 a mistr Evropy v letech 1975 a 1977. Byl také bývalým členem výkonného výboru Svazu kulturistiky a fitness České republiky. Vedl trenérskou školu, akreditované zařízení Ministerstva školství, mládeže a tělovýchovy ČR - Trenérskou školu Petra Stacha mistra Evropy.

## Život
Pravidelné a systematické posilování započal ve svých 16 letech. Informace o cvičení tehdy čerpal z nepravidelných informací, časopisů Sport dla wsystkych, Štart, Trenér a cvičitel, časopis VTM vydal přílohu Lekce kulturismu, až později
vyšla knížka autorů Fialy a Mullera „Kulturistika“, ale zato v zcela rozebraných 149 000 výtiscích.
Vstoupil tehdy do oddílu kondiční kulturistiky ve Vršovicích. V 18 letech nastoupil na dvouletou základní vojenskou službu. V roce 1970 byl přijat na SPŠ strojnickou, od roku 1975 až do 90. let pracoval jako technolog montáží u výrobce leteckých motorů v pražském Motorletu.

## Historie soutěží
Zúčastnil se 62 kulturistických soutěží, zde je část z nich:
- 1971 - Oblastní přebor v Pardubicích, 6. místo
- 1971 - Velká cena Chomutova, 4. místo
- 1971 - O pohár města Radotína, 5. místo
- 1972 - Přebor ČSR – 9. místo
- 1972 - III. ročník Královodvorských železáren, 3. místo a celkově 17. místo v celostátním žebříčku
- 1973 - Okresní přebor, 3. místo
- 1974 - Mistrovství ČSSR, 1. místo
- 1975 - Mistrovství ČSSR, 1. místo
- 1975 - Mistrovství Evropy, Amsterdam, 1. místo + absolutní vítěz
- 1976 - Mistrovství ČSSR, 1. místo
- 1976 - Mistrovství světa IFBB, Montreal, 4. místo, cena za nejlepší volnou sestavu
- 1977 - Mistrovství ČSSR, 1. místo
- 1977 - Mistrovství Evropy, Nîmes, 1. místo + 1. místo družstva
- 1977 - Mistrovství světa IFBB, Nîmes, 3. místo
- 1978 - Mistrovství ČSSR, 1. místo
- 1978 - Mistrovství světa IFBB, Acapulco, 2. místo